# La Truite (film)
Pour les articles homonymes, voir La Truite.
Pour plus de détails, voir Fiche technique et Distribution.
La Truite est un film français réalisé par Joseph Losey, d'après le roman éponyme de Roger Vailland, et sorti en 1982.

## Synopsis
Traumatisée depuis son enfance, Frédérique (surnommée la Truite) se venge sur les hommes en les aguichant pour les exploiter, sans jamais se donner à eux. Elle épouse Galuchat, un homosexuel, et cohabite pendant un certain temps au Japon avec le riche affairiste Saint-Genis, rencontré en même temps qu'un couple aisé, les Rambert. 

## Fiche technique
- Titre : La Truite
- Réalisation : Joseph Losey
- Scénario : Joseph Losey et Monique Lange d'après le roman éponyme de Roger Vailland
- Dialogues : Monique Lange
- Production : Christian Ferry et Yves Rousset-Rouard
- Société de production : Gaumont
- Musique : Richard Hartley
- Son : Bernard Bats
- Photographie : Henri Alekan
- Photographe de plateau : Carole Lange
- Montage : Marie Castro-Vasquez
- Décors : Alexandre Trauner
- Costumes : Annalisa Nasalli-Rocca
- Pays de production :  France
- Format : Couleurs - 1,66:1
- Genre : Drame, romance
- Durée : 103 minutes
- Date de sortie : 22 septembre 1982

## Distribution
- Isabelle Huppert : Frédérique
- Jean-Pierre Cassel : Rambert
- Jeanne Moreau : Lou, épouse de Rambert
- Daniel Olbrychski : Saint-Genis
- Jacques Spiesser : Galuchat
- Isao Yamagata : Daigo Hamada
- Jean-Paul Roussillon : Verjon
- Roland Bertin : le comte
- Lisette Malidor : Mariline, amie de Saint-Genis
- Craig Stevens : Carter, Président de la compagnie
- Ruggero Raimondi : invité de la fête
- Alexis Smith : Gloria, la femme élégante au Japon
- Lucas Belvaux : le commis de la pisciculture
- Pierre Forget : le père de Frédérique
- Anne François : une hôtesse d'Air France
- Ippo Fujikawa : Kumitaro
- Yuko Kada : Akiko
- Pascale Morand : une luronne
- Frédérique Briel : une luronne
- Joseph Losey : un homme au bar japonais
- Marco Prince : petit rôle (non crédité)

## L'héroïne
- Dans son étude du film, Stéphanie Dast commente la protagoniste en ces termes : « Frédérique semble inaccessible au monde des sentiments ; sa froideur imperturbable, son insensibilité et son indifférence font d'elle une créature inhumaine. » (La pureté dans La Truite, in : CinémAction no 96, L'Univers de Joseph Losey, collectif, dirigé par Denitza Bantcheva, éd. Corlet, 2000).